# Beth Rogan
Beth Rogan (* 19. Juli 1931 in Walmer, Kent, England als Jennifer Puckle; † 25. November 2015 in England) war eine britische Schauspielerin.

## Leben
Rogan studierte Kunst an der Wimbledon School of Art und heiratete einen ihrer Lehrer. Die Ehe hielt jedoch nur kurz. Nachdem sie zunächst einige Jahre als Fotomodell gearbeitet hatte, wurde sie Mitte der 1950er Jahre von einem Mitarbeiter der Rank Organisation für den Film entdeckt. Sie besuchte deren Company of Youth genannte Schauspielschule, in der unter anderem auch Joan Collins und Diana Dors ausgebildet wurden. Dort nahm sie auf Vorschlag von Dirk Bogarde den Künstlernamen Beth Rogan an und erhielt erste kleine Rollen in britischen Spielfilmen. In den nächsten Jahren war sie auch gelegentlich in Fernsehserien und Werbespots zu sehen. Ihre bekannteste Rolle spielte sie 1961 neben Herbert Lom in der Jules Verne-Literaturverfilmung Die geheimnisvolle Insel. Im darauffolgenden Jahr heiratete sie Anthony Gerald Samuel, einen Millionär und Neffen von Marcus Samuel, dem Gründer von Shell. Sie zog sich aus dem Filmgeschäft zurück und führte ein Jetset-Leben. Die Ehe hielt nur wenige Jahre, woraufhin sie 1968 noch einen letzten Filmauftritt absolvierte; in Richard Donners Salz und Pfeffer war sie in einer kleinen Rolle an der Seite von Peter Lawford und Sammy Davis, Jr. zu sehen. 1971 heiratete sie ein drittes Mal. Aus dieser Ehe gingen ihre beiden Kinder hervor, ein Sohn und eine Tochter. Jedoch auch diese Ehe hielt nur wenige Jahre und wurde 1976 geschieden.

## Filmografie (Auswahl)
- 1957: Hilfe, der Doktor kommt! (Doctor at Large)
- 1957: Zustände wie im Paradies (The Admirable Crichton)
- 1957: Der Ring der Gejagten (Count Five and Die)
- 1959: Der Luxus Käpt’n (The Captain’s Table)
- 1960: Geschäfte des Herrn Cupido (Operation Cupid)
- 1961: Die geheimnisvolle Insel (Mysterious Island)
- 1968: Salz und Pfeffer (Salt and Pepper)